# Malambo (Simiyu)
Malambo è una circoscrizione mista (mixed ward) della Tanzania situata nel distretto di Bariadi, regione del Simiyu. Conta una popolazione di 10 489 abitanti (censimento 2012).